# Đồng Sĩ Nguyên
Đồng Sĩ Nguyên (1 tháng 3 năm 1923 – 4 tháng 4 năm 2019), còn được viết là Đồng Sỹ Nguyên, tên thật Nguyễn Hữu Vũ, là Anh hùng Lực lượng vũ trang nhân dân, tướng lĩnh và chính trị gia của Việt Nam. Ông là vị Tư lệnh của Binh đoàn Trường Sơn trong thời gian lâu nhất (1967–1975) và là một trong hai vị tướng Quân đội nhân dân Việt Nam được phong quân hàm vượt cấp từ Đại tá lên Trung tướng. Ông cũng từng giữ chức Phó chủ tịch Hội đồng Bộ trưởng (nay là Phó Thủ tướng Chính phủ), Bộ trưởng Bộ Giao thông Vận tải, Bộ trưởng Bộ Xây dựng, Thứ trưởng Bộ Quốc phòng, Đặc phái viên Chính phủ, Đặc trách Chương trình 327 về bảo vệ và phát triển rừng phòng hộ và rừng đặc dụng, Cố vấn Đặc biệt của Thủ tướng chính phủ, tham gia Ban Chỉ đạo Nhà nước về Đường Trường Sơn. Trong Đảng Cộng sản Việt Nam, ông từng là Ủy viên Bộ Chính trị Ban Chấp hành Trung ương Đảng Cộng sản Việt Nam khoá VI, Ủy viên dự khuyết Bộ chính trị khoá V, Ủy viên Ban Chấp hành Trung ương Đảng Cộng sản Việt Nam khoá IV.

## Xuất thân và bước đầu tham gia cách mạng
Ông tên thật là Nguyễn Hữu Vũ, sinh ngày 1 tháng 3 năm 1923, tại làng Trung Thôn, xã Quảng Trung, phủ Quảng Trạch, Quảng Bình, xuất thân trong một gia đình trung lưu. Song thân ông là ông Nguyễn Hữu Khoán và bà Đặng Thị Cấp, đều là những hậu duệ của thủ lĩnh Phong trào Cần Vương. Ông là con thứ 5 trong gia đình. Cha ông mất sớm khi ông mới 10 tuổi.
Thuở nhỏ, ông được cha dạy chữ Hán và theo học chữ Quốc ngữ bậc tiểu học tại Thọ Linh (nay thuộc xã Quảng Sơn, huyện Quảng Trạch). Chịu ảnh hưởng của gia đình, ông sớm đã có tinh thần chống thực dân Pháp. Năm 12 tuổi, ông bắt đầu tham gia hoạt động cách mạng dưới sự hướng dẫn của ông Nguyễn Văn Huyên (bí danh là Tế), một cán bộ của Đảng Cộng sản Đông Dương. Năm 1938, ông gia nhập Đảng Cộng sản Đông Dương, lấy bí danh là Nguyễn Văn Đồng. Ông cũng là người nhỏ tuổi nhất khi gia nhập Đảng này từ đó đến nay (15 tuổi).
Năm 1940, ông được cử làm Bí thư chi bộ Trung Thôn (mật danh là chi bộ Bình). Cùng năm này, ông theo học bậc trung học tại trường Saint Marie ở thị xã Đồng Hới. Một năm sau, ông được phân công làm Bí thư chi bộ tại trường. Những hoạt động của ông sớm bị chính quyền thực dân theo dõi. Vì vậy, khi đang học năm thứ 3 bậc Thành chung, ông bị thực dân Pháp truy nã và phải chuyển vào bí mật tại Lào và Thái Lan, hoạt động trong phong trào Việt kiều yêu nước để gây dựng cơ sở.
Năm 1944, ông bí mật trở về Việt Nam hoạt động, phụ trách Phủ ủy Quảng Trạch, làm chủ nhiệm báo Hồng Lạc và xây dựng chiến khu Trung Thuần, huấn luyện quân sự, tham gia Cách mạng tháng 8. Sau Cách mạng tháng 8, ông được bầu làm Chủ nhiệm Việt Minh, kiêm chỉ huy trưởng bộ đội Quảng Bình. Năm 1946, ông trúng cử đại biểu Quốc hội khóa I.

## Tham gia quân đội
Chiến tranh Đông Dương nổ ra, ông được phân công làm chính trị viên kiêm tỉnh đội trưởng Quảng Bình. Trong thời gian 1947–1948, ông chỉ huy nhiều trận tấn công quân Pháp, vì vậy, để tránh liên lụy đến gia đình, ông dùng tên mới là Đồng Sĩ Nguyên, cái tên về sau gắn bó với ông trong cuộc đời còn lại.
Năm 1950, ông được rút về Việt Bắc học lớp trung cao quân sự, sau đó được điều về Tổng cục Chính trị làm phái viên, biệt phái tham gia Bộ tư lệnh cánh phối hợp Trung Hạ Lào trong chiến dịch Đông Xuân 1953 – 1954.
Sau năm 1954, ông được điều về Bộ Tổng tham mưu, phụ trách Cục Động viên dân quân. Năm 1959, ông được phong quân hàm đại tá. Năm 1961, ông được cử sang Trung Quốc học trường Cao cấp Quân sự Bắc Kinh. Năm 1964, ông về nước và được đề bạt giữ chức vụ Tổng tham mưu phó một thời gian ngắn, sau đó được điều về làm Chính ủy Quân khu 4 năm 1965, sau đó là Tư lệnh kiêm Chính ủy Quân tình nguyện Việt Nam tại Trung – Hạ Lào.
Cuối năm 1965, ông bị thương, phải về Hà Nội điều trị. Đầu năm 1966, ông được cử giữ chức Phó Chủ nhiệm Tổng cục Hậu cần, kiêm Chủ nhiệm Hậu cần tiền phương, dưới quyền ông Đinh Đức Thiện, Chủ nhiệm Tổng cục.
Đầu năm 1967, ông được điều làm Tư lệnh Đoàn 559, thay Đại tá Hoàng Văn Thái. Ông giữ chức vụ này đến năm 1976. Năm 1974, ông được phong vượt cấp từ đại tá lên trung tướng.
Năm 1976, ông được cử giữ chức Thứ trưởng Quốc phòng, phụ trách Tổng cục Xây dựng kinh tế, rồi Bộ trưởng Bộ Xây dựng, Bộ trưởng Bộ Giao thông Vận tải. Năm 1979, ông được điều trở lại quân đội, giữ chức Tư lệnh kiêm Chính ủy Quân khu Thủ đô.
Ông là Ủy viên Trung ương Đảng khóa IV.

## Chuyển sang ngạch dân sự
Từ năm 1982, ông làm Bộ trưởng Giao thông Vận tải, được bầu làm Ủy viên Dự khuyết Bộ Chính trị khóa V, Ủy viên Chính thức Bộ Chính trị Ban Chấp hành Trung ương Đảng Cộng sản Việt Nam khóa VI (1986–1991), Phó Chủ tịch Hội đồng Bộ trưởng.
Sau khi thôi chức Bộ trưởng, ông được giao nhiệm vụ Đặc phái viên Chính phủ, Đặc trách Chương trình 327 về bảo vệ và phát triển rừng phòng hộ và rừng đặc dụng, rồi là Cố vấn Đặc biệt của Thủ tướng Chính phủ, tham gia Ban Chỉ đạo Nhà nước về quốc lộ Hồ Chí Minh (Quốc lộ Trường Sơn).

## Gắn bó với đường Trường Sơn
Cùng với các tướng Đinh Đức Thiện, Phan Trọng Tuệ, Võ Bẩm, Đồng Sĩ Nguyên là một trong những người có vai trò quan trọng trong việc xây dựng Đường mòn Hồ Chí Minh trong thời kỳ Chiến tranh Việt Nam, đưa con đường vận tải chiến lược này thành một trong những mấu chốt quyết định thành bại trong chiến tranh.
Trong thời gian ông làm Tư lệnh Đoàn 559, tuyến giao thông chiến lược Trường Sơn từ một con đường mòn nhỏ, trở thành một tuyến giao thông vận tải lớn với cả hệ thống đường được giới truyền thông mệnh danh là "trận đồ bát quái xuyên rừng rậm". Tầm quan trọng của con đường chiến này thể hiện rõ nhất với quân số lúc cao điểm hơn 12 vạn binh sĩ, trong đó có hơn 1 vạn là lực lượng Thanh niên xung phong, phiên chế thành 8 sư đoàn và một sư đoàn cao xạ tên lửa phối thuộc. Hệ thống đường chiến lược này khi ông vào tiếp nhận đã có 5 tiểu đoàn xe với 750 xe tải, chia thành 4 binh trạm; đến năm 1975 đã phát triển thành 2 sư đoàn vận tải với 10.000 xe tải. Đường Trường Sơn không còn những con đường đơn lẻ, mà phát triển thành một hệ thống đường vận tải phức tạp với hơn 16.700 km đường bộ, trong đó có hơn 800 km đường kín, 1.500 km đường rải đá, 200 km đường nhựa. Bên cạnh đó còn có 1.500 km đường ống dẫn xăng dầu, 1.350 km đường dây cáp thông tin, 3.800 km đường giao liên, 500 km đường sông.
Hệ thống đường Trường Sơn không đơn thuần là tuyến đường giao thông, mà thực sự là chiến trường khốc liệt giữa nỗ lực của miền Bắc chi viện cho quân Giải phóng miền Nam và sự đánh phá của lực lượng quân Mỹ và đồng minh. Quân đội Mỹ và đồng minh đã tìm mọi cách từ thô sơ đến hiện đại nhất để nhằm mục đích cắt đứt con đường vận tải chiến lược này. Các khí tài từ những khí tài điện tử lập thành "Hàng rào điện tử MacNamara", cây nhiệt đới, pháo đài bay B-52, vũ khí thời tiết, hóa học... đến các cuộc hành quân càn quét lớn đến biệt kích phá hoại đều được quân đội Mỹ sử dụng. Hàng triệu tấn bom đạn, hàng chục triệu lít chất độc hóa học được Mỹ rải xuống để tìm cách triệt hạ con đường. Trong chiến tranh, phía Quân đội nhân dân Việt Nam có gần 2 vạn người tử trận ngay trên tuyến đường và 3 vạn người bị thương tật vĩnh viễn, chủ yếu do trúng bom của máy bay Mỹ. Nhưng tuyến đường vẫn hoạt động và ngày càng mở rộng.
Vào thời bình, nhu cầu của một con đường Trường Sơn mới, trục xương sống của Việt Nam được đặt ra. Và trong quá trình xây dựng Đường Hồ Chí Minh hay Đường Trường Sơn, Đồng Sĩ Nguyên được Thủ tướng Võ Văn Kiệt xem là người thích hợp nhất để giao nhiệm vụ đặc phái viên của Thủ tướng Chính phủ chỉ đạo xây dựng tuyến đường này.

## Qua đời
Trung tướng Đồng Sĩ Nguyên từ trần vào hồi 11 giờ 42 phút ngày 4 tháng 4 năm 2019 khi đang điều trị tại Bệnh viện Trung ương Quân đội 108, không lâu sau sinh nhật lần thứ 96.
Lễ tang được tổ chức vào ngày 10 tháng 4 năm 2019 với nghi thức lễ tang cấp Nhà nước. Trưa chiều cùng ngày, linh cữu của ông được an táng tại Nghĩa trang Công viên Vĩnh Hằng, huyện Ba Vì, thành phố Hà Nội.

## Tặng thưởng
- Anh hùng Lực lượng vũ trang nhân dân (truy tặng 13/12/2024).[4]
- Huân chương Sao Vàng.
- Huân chương Hồ Chí Minh.
- Huân Chương Quân công Hạng Nhất.
- Huân chương Chiến công hạng Nhất.
- Huân chương Kháng chiến hạng Nhất.
- Huân chương Kháng chiến hạng Ba.
- Huân chương Chiến thắng hạng Nhì.
- Huân chương Chiến sĩ giải phóng hạng Nhì.
- Huân chương Chiến sĩ giải phóng hạng Ba.
- Huân chương Chiến sĩ vẻ vang hạng Nhất, Nhì, Ba.
- Huy chương Quân kỳ Quyết thắng.
- Huy hiệu 80 năm tuổi Đảng

Và nhiều huân, huy chương khác của Việt Nam, và quốc tế.

## Lịch sử thụ phong quân hàm
| Quân hàm |        |                              |  |  |  |  |  |  |  |  |  |  |  |  |  |
| Cấp bậc  | Đại tá | Trung tướng (thăng vượt cấp) |  |  |  |  |  |  |  |  |  |  |  |  |  |
|          |        |                              |  |  |  |  |  |  |  |  |  |  |  |  |  |

## Gia đình
Cha ông là cụ ông Nguyễn Hữu Khoán, năm sinh không rõ, mất năm 1933, là cháu nội của Nguyễn Trọng Đạm, một chỉ huy Cần vương bị Pháp xử bắn ở Cửa Gianh (Quảng Trạch, Quảng Bình).
Mẹ ông là cụ bà Đặng Thị Cấp, sinh ngày 12 tháng 5 năm 1882, mất ngày 22 tháng 4 năm 1982, thọ chẵn 100 tuổi. Chồng mất sớm, bà nuôi dạy 7 người con (5 trai 2 gái) nên người. Cả năm người con trai đều tham gia cách mạng. Ngoài người con trai thứ 5 là Trung tướng Đồng Sĩ Nguyên, người con thứ 6 là Thiếu tướng Nguyễn Hữu Anh, nguyên Phó viện trưởng, Bí thư Đảng ủy học viện hậu cần, Cục trưởng Cục đối ngoại Bộ Quốc phòng. Ngoài ra, một người cháu nội là Nguyễn Hữu Cường (con trai của người con thứ 3 –Nguyễn Hữu Lượng) cũng là một Trung tướng, Tư lệnh Quân khu 4, Đại biểu quốc hội khoá XI.
Ông Đồng Sĩ Nguyên lập gia đình với bà Nguyễn Thị Ngọc Lan, và có với nhau bốn con trai và hai con gái.